# Diggers
Diggers – gra zręcznościowa wydana w 1993 r. przez Milenium Media Group na konsolę Amiga CD32. W roku 1995 powstała kontynuacja Diggers 2: Extractors, wydana dla PC.

## Opis
Naszym zadaniem jest dowodzenie grupą 5 górników którzy wydobywają z kopalni złoto, diamenty, rubiny, szmaragdy. Celem każdej misji jest zdobycie wymaganej gotówki poprzez spieniężenie wydobytych surowców. W każdej misji komputer dowodzi własną drużyną górników, którzy rywalizują z nami o surowce.
W trakcie gry, za zdobyte pieniądze można nabyć sprzęt górniczy. Do wyboru mamy typowy ekwipunek górniczy jak dynamit, mapę, samojezdne urządzenia wiertnicze, ale także teleport, pontony, stalowe śluzy, windy, kładki, apteczkę pierwszej pomocy i szereg innych rzeczy dzięki którym łatwiej osiągnąć sukces.
Nasi górnicy mogą należeć do jednej z czterech ras: F'Targs, Grablins, Habbish i Quarios, z których każda ma inny wygląd i cechy. Grablinsowie są świetnymi kopaczami, ale w walce ustępują Quariorom. Habbishowie są najbystrzejsi ze wszystkich, lecz szybko się nudzą swymi obowiązkami.
Gra toczy się na planecie Zarg zamieszkanej przez różne dziwne stwory i rośliny. O florze i faunie tego świata gracz może poczytać pomiędzy misjami, dzięki kompendium wiedzy o Zarg. Krajobraz na planecie Zarg może mieć charakter: pustynny, trawiasty, górski, pomorski, leśny, kamienny i lodowych pustkowi. Atmosfery w trakcie gry dodaje przyjemny dla ucha ambient. 
Istnieje darmowa wersja tej gry na PC, okrojona z muzyki i niektórych opcji.
Gra sprzedawana była w Polsce wraz z konsolą Amiga CD32, z którą święciła swój sukces i porażkę jednocześnie...